# Урих, Роберт
Роберт Урих (англ. Robert Urich; 19 декабря 1946 — 16 апреля 2002) — американский актёр.

## Биография
Роберт Урих родился 19 декабря 1946 года в Торонто, штат Огайо, в семье Джона Пола и Сесилии Моники Урих. Имел русинские и словацкие корни, семья принадлежала к Русинской грекокатолической церкви. Окончил среднюю школу в Торонто, штат Огайо в 1964 году. Учился в Университете штата Флорида, играл в американский футбол и был членом братства «Lambda Chi Alpha». В 1968 году получил степень бакалавра по радио- и телекоммуникациям. Продолжил обучение в Университете штата Мичиган, где в 1971 году получил степень магистра в области исследования бродкастинга и менеджмента.
Работал в Чикаго на телеканале WGN-TV. В 1972 году Урих играл вместе с Бертом Рейнольдсом в пьесе «Продавец дождя». Наибольшую популярность ему принесли роли частных сыщиков в сериалах «Спенсер» (1985—1988) и «Вегас» (1978—1981), за роль в котором он дважды номинировался на премию «Золотой глобус». Также он был звездой множества других телесериалов, таких как «Спецназ» (1975—1976), «Мыло» (1977—1981) и «Человек Лазаря» (1996).
С 1971 по 1974 год был женат на актрисе Барбаре Ракер. С 21 ноября 1975 года был женат на Хезер Мензис, которая родила ему троих детей. Роберт Урих умер от рака 16 апреля 2002 года в городе Таузенд-Оукс, штат Калифорния, в возрасте 55 лет.